# Félix Gouin
Félix Gouin   (Puegpin, 4 d'octubre de 1884 - Niça, 25 d'octubre de 1977) fou un polític socialista francès, cap del govern provisional el 1946. El 1940 va ser un dels pocs que va votar en contra de concedir plens poders al mariscal Henri Philippe Pétain. El 1942 defensà en el judici de Riom Léon Blum i reconstituí el Partit Socialista francès.
El 1946, va succeir a Charles de Gaulle com a cap del govern provisional francès. El mandat de Gouin va ser, sens dubte, més notable per veure la promulgació de les primeres lleis de jubilació i compensació dels treballadors, obligatòries i àmpliament finançades a França. A més, es va restablir tant la llei de les 40 hores com la paga extraordinària, mentre que els comites d'entreprise (comitès d'empresa) es van estendre a les empreses de 50 treballadors. L'abril de 1946, el Parlament francès va adoptar un estatut que abolia l'estatus legal colonial de les quatre colònies més antigues de França: Reunió, Guyana, Martinica i Guadalupe. El temps de Gouin al càrrec també va ser testimoni d'una extensió significativa del paper de l'estat en el funcionament de l'economia francesa, amb l'electricitat, el gas, el carbó i els nou grups d'assegurances principals nacionalitzats.

## Honors i premis
Gran Creu de la Légion d'Honor
Gran Condecoració d'Honor en Plata amb Faixa per Serveis a la República d'Àustria.